# 1956年香港市政局選舉
1956年香港市政局選舉於1956年3月7日舉行，由合資格選民(具有陪審員資格者)投票選出6位民選議員，得票首四位者任期兩年，得票第五及第六任期一年。本屆選舉一共有十人參選。
本次選舉為1954年香港市政局選舉之換屆選舉，該次選舉選出兩名任期兩年的議員，但因為港府在本屆將民選議席由四名增至八名，故此除了換屆選舉之外，同時亦增補四名議員。本次選舉香港票站設在匯豐銀行總行前，九龍票站則設在政府油麻地診所。因為本屆有新增議席，故此吸引不少人士參選，除爭取連任的香港革新會李有璇醫生及區達年成功連任外，新當選的尚包括陳樹垣（選舉登記以字「穗生」為名，廣東軍閥、前中華民國廣東省主席、農林部長陳濟棠上將之子）、鍾愛理遜(均屬香港革新會)和屬香港公民協會的李耀波及胡百富（時市政局議員胡百全之胞弟、媳婦為現任公民黨主席余若薇）。
在本次選舉後，革新會內部改選主席，當選的陳樹垣高調宣佈參選，引起同樣有意競逐主席的貝納祺不滿，尤其陳樹垣曾高調表示，中華民國總統蔣中正向他當面承諾，若國府能恢復大陸主權，將會把廣東省主席一職交他出任，陳指此具有重大意義，此事引起港英政府極度不滿，並深恐具有改革傾向的革新會變為中國國民黨在港的政治勢力代理人，本身是律師的貝納祺因而查出陳在選舉期間超支，逼退陳樹垣，結果貝納祺當選革新會主席。

## 選舉結果
| 候選人   | 所得票數 |
| -------- | -------- |
| 陳樹垣   | 4,205    |
| 鍾愛理遜 | 4,122    |
| 胡百富   | 2,567    |
| 李有璇   | 4,293    |
| 區達年   | 4,465    |
| 李耀波   | 2,880    |
| 張奧偉   | 2,229    |
| 張有興   | 2,069    |
| 葛倫洪   | 1,588    |
| 馬麥     | 1,574    |